# Vrbová
Vrbová (německy Förba) je malá vesnice, základní sídelní jednotka obce Nebanice v okrese Cheb v Karlovarském kraji. Dnes vesnice sestává již jen ze dvou stavení a několika letních chatek. V roce 2011 zde trvale žili čtyři obyvatelé.
Vrbová se nachází na vyvýšenině nad řekou Ohře přibližně jeden kilometr západně od Nebanic a leží v nadmořské výšce 427 metrů.

## Historie
Vrbová je prvně zmiňována jako „Fyrbon“ roku 1313. O šest let později věnoval chebský měšťan Gölderl ves své dceři, díky níž se dostala do majetku chebských klarisek. Chebský klášter svaté Kláry byl však roku 1782 v rámci josefínských reforem zrušen a jeho majetek včetně Vrbové zestátněn. V době, kdy vesnici spravovaly chebské klarisky, měl k Vrbové přináležet i mlýn. Roku 1782 o něm již ale není zmínek.
Bývalé majetky sekularisovaného kláštera zakoupil roku 1829 ve veřejné dražbě Kaspar Wilhelm von Helmfeld. Vrbová se tak dostala na dvacet let do držení pánů na Starém Rybníce. V rámci nově zřizovaných obecních samospráv byla Vrbová v polovině 19. století přičleněna k obci Nebanice, kam také zdejší děti docházely do školy. V rámci výstavby železničního spojení Karlových Var s Chebem byl v těsné blízkosti vsi navzdory místních obyvatel vyhlouben úvoz pro železniční trať, který přeťal přilehlé zemědělské pozemky.
Roku 1890 byly naopak za účelem rozšíření polních ploch meliorovány okolní nivy při řece Ohři. Důležitějších změn se vesnice dočkala ale až ve stoletím následujícím. Poté, co byli po druhé světové válce vyměněni obyvatelé, došlo i k výrazným změnám v krajině. Pod Vrbovou byl narovnán tok řeky, čímž vznikla dvě slepá ramena, přes která se od roku 2011 klene cyklostezka Ohře. Ještě dříve však ustoupilo pole za tratí rozsáhlému areálu štěrkovny.

## Obyvatelstvo
| Rok            | 1869 | 1880 | 1890 | 1900 | 1910 | 1921 | 1930 | 1950 | 1961 | 1970 | 1980 | 1991 | 2001 | 2011 | 2021 |
| -------------- | ---- | ---- | ---- | ---- | ---- | ---- | ---- | ---- | ---- | ---- | ---- | ---- | ---- | ---- | ---- |
| Počet obyvatel | 33   | 33   | 31   | 20   | 36   | 24   | 22   | 11   | 15   | 10   | -    | -    | 3    | 4    | 5    |
| Počet domů     | 5    | 5    | 4    | 4    | 4    | 4    | 4    | 2    | -    | 2    | -    | -    | 2    | 2    | 2    |

## Obecní správa
Při sčítání lidu v letech 1850–1980 Vrbová byla osadou obce Nebanice. Evidenční část obce byla zrušena 1. července 1980.